# Atlantic megye
Atlantic megye az Amerikai Egyesült Államokban, azon belül New Jersey államban található. Megyeszékhelye Mays Landing, legnagyobb városa Egg Harbor Township. Lakosainak száma 274 534 fő (2020. április 1.). Atlantic megye Burlington, Camden, Cape May, Cumberland, Gloucester és Ocean megyékkel határos.

## Népesség
A megye népességének változása:
| Lakosok száma | 274 732 | 274 794 | 275 362 | 275 862 | 274 219 | 274 534 |
|               | 2010    | 2011    | 2012    | 2013    | 2015    | 2020    |